# Climatius
Climatius (en grec "peix inclinat") és un gènere de peixos de la classe dels acantodis o "taurons espinosos". Aquest petit peix era un membre de l'ordre Climatiiformes, el més antic grup d'acantodis. L'hi va trobar a Europa i a Nord-amèrica. Va viure entre el Silurià superior i el Devonià inferior, i se'l relaciona amb Brachyacanthus. És probable que Climatius nedés sobre els jaços de mars o rius de poca profunditat a la recerca de preses, petits peixos i crustacis.
Climatius rep aquest nom per la seva cua, que apuntava cap amunt. Feia de 5,5 cm a 7,5 cm. Tenia grans ulls i dents afilades que suggerien que era un depredador actiu. Les seves característiques defensives incloïen una armadura pectoral òssia i pesada, aletes amb espines i quatre parells addicionals d'espines que simulaven aletes per protegir el seu ventre. Tot això feia que Climatius fos una presa difícil de caçar per als grans depredadors del Devonià.
La cintura pectoral dels taurons amb espines, com Climatius, va començar com dues plaques òssies separades, connectades a les aletes pectorals amb espines a cada costat del cos. Després van evolucionar com a plaques connectades per una placa estreta, que travessaven el pit. Més tard es van sumar altres plaques, fins que van formar una estructura rígida que travava les aletes pectorals en la seva posició. Les aletes fixes servien com els hidroplanos que possibiliten l'elevació quan Climatius nedava cap endavant.